# Saint-Sigismond (Maine-et-Loire)
Saint-Sigismond war eine westfranzösische Gemeinde mit 389 Einwohnern (Stand: 1. Januar 2022) im Département Maine-et-Loire in der Region Pays de la Loire. Sie gehörte zum Arrondissement Angers (bis 2023: Arrondissement Segré). Die Einwohner werden Saint-Sigismondais und Saint-Sigismondaises genannt.
Der Erlass des Präfekten vom 16. November 2023 legte mit Wirkung zum 1. Januar 2024 die Eingliederung von Saint-Sigismond als Commune déléguée zusammen mit der früheren Commune nouvelle Ingrandes-Le Fresne sur Loire zur neuen Commune nouvelle Ingrandes-le-Fresne-sur-Loire fest.

## Geographie
Saint-Sigismond liegt etwa 30 Kilometer westlich von Angers am westlichen Rand des Départements an der Grenze zum benachbarten Département Loire-Atlantique. Das nördliche Gemeindegebiet wird von der Auxence, einem Nebenfluss der Loire, von West nach Ost entwässert.
Umgeben wird Saint-Sigismond von den Nachbargemeinden und anderen Ortsteilen der Commune nouvelle:
|                                        | Val d’Erdre-Auxence                         |                     |
| Loireauxence (Loire-Atlantique)        | Kompassrose, die auf Nachbargemeinden zeigt | Champtocé-sur-Loire |
| Le Fresne-sur-Loire (Commune déléguée) | Ingrandes (Ortsteil)                        |                     |

## Bevölkerungsentwicklung

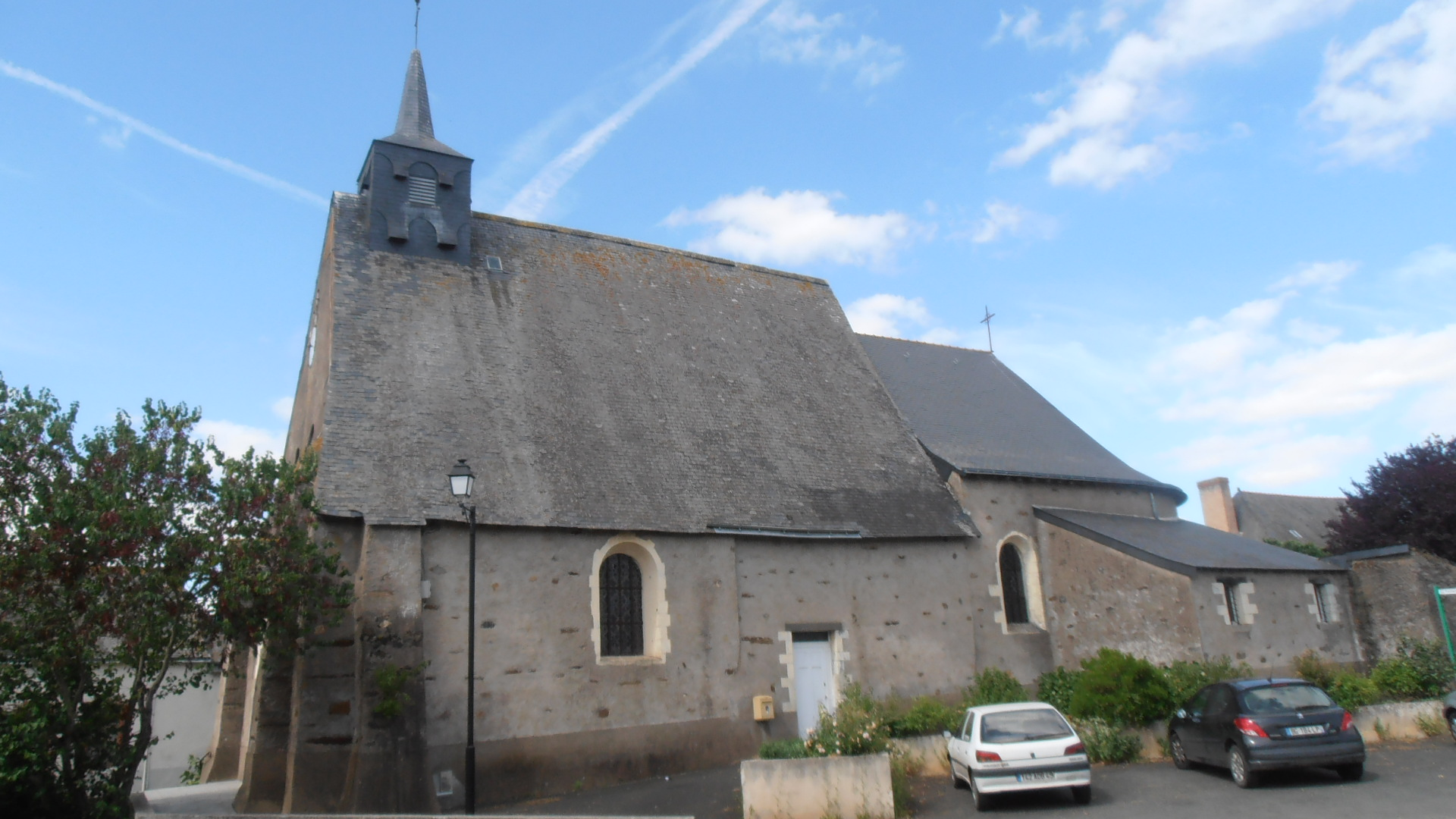
Kirche Saint-Sigismond

| Saint-Sigismond: Einwohnerzahlen von 1800 bis 2021                                                                         | Saint-Sigismond: Einwohnerzahlen von 1800 bis 2021 | Saint-Sigismond: Einwohnerzahlen von 1800 bis 2021 | Saint-Sigismond: Einwohnerzahlen von 1800 bis 2021 | Saint-Sigismond: Einwohnerzahlen von 1800 bis 2021 |
| --- | -------------------------------------------------- | -------------------------------------------------- | -------------------------------------------------- | -------------------------------------------------- |
| Jahr |                                                    |                                                    |                                                    | Einwohner                                          |
| 1800 | 1800                                               |                                                    | 518                                                | 518                                                |
| 1806 | 1806                                               |                                                    | 470                                                | 470                                                |
| 1821 | 1821                                               |                                                    | 435                                                | 435                                                |
| 1831 | 1831                                               |                                                    | 520                                                | 520                                                |
| 1836 | 1836                                               |                                                    | 480                                                | 480                                                |
| 1841 | 1841                                               |                                                    | 494                                                | 494                                                |
| 1846 | 1846                                               |                                                    | 524                                                | 524                                                |
| 1851 | 1851                                               |                                                    | 539                                                | 539                                                |
| 1856 | 1856                                               |                                                    | 560                                                | 560                                                |
| 1861 | 1861                                               |                                                    | 601                                                | 601                                                |
| 1866 | 1866                                               |                                                    | 600                                                | 600                                                |
| 1872 | 1872                                               |                                                    | 568                                                | 568                                                |
| 1876 | 1876                                               |                                                    | 562                                                | 562                                                |
| 1881 | 1881                                               |                                                    | 543                                                | 543                                                |
| 1886 | 1886                                               |                                                    | 558                                                | 558                                                |
| 1891 | 1891                                               |                                                    | 586                                                | 586                                                |
| 1896 | 1896                                               |                                                    | 593                                                | 593                                                |
| 1901 | 1901                                               |                                                    | 563                                                | 563                                                |
| 1906 | 1906                                               |                                                    | 538                                                | 538                                                |
| 1911 | 1911                                               |                                                    | 507                                                | 507                                                |
| 1921 | 1921                                               |                                                    | 453                                                | 453                                                |
| 1926 | 1926                                               |                                                    | 421                                                | 421                                                |
| 1931 | 1931                                               |                                                    | 403                                                | 403                                                |
| 1936 | 1936                                               |                                                    | 409                                                | 409                                                |
| 1946 | 1946                                               |                                                    | 394                                                | 394                                                |
| 1954 | 1954                                               |                                                    | 328                                                | 328                                                |
| 1962 | 1962                                               |                                                    | 315                                                | 315                                                |
| 1968 | 1968                                               |                                                    | 306                                                | 306                                                |
| 1975 | 1975                                               |                                                    | 267                                                | 267                                                |
| 1982 | 1982                                               |                                                    | 256                                                | 256                                                |
| 1990 | 1990                                               |                                                    | 266                                                | 266                                                |
| 1999 | 1999                                               |                                                    | 312                                                | 312                                                |
| 2006 | 2006                                               |                                                    | 368                                                | 368                                                |
| 2013 | 2013                                               |                                                    | 364                                                | 364                                                |
| 2021 | 2021                                               |                                                    | 390                                                | 390                                                |
| Quelle(n): EHESS/Cassini bis 1999, INSEE ab 2006 Anmerkung(en): Ab 1962 offizielle Zahlen ohne Einwohner mit Zweitwohnsitz |                                                    |                                                    |                                                    |                                                    |

## Sehenswürdigkeiten
- Kirche Saint-Sigismond
- (Zwei) Kapellen von Rai-Profond

## Weinbau
Die Rebflächen in der Gemeinde gehören zum Weinbaugebiet Anjou.